# Бербунчешть
Бербунчешть, Бербунчешті (рум. Bărbuncești) — село у повіті Бузеу в Румунії. Входить до складу комуни Тісеу.
Село розташоване на відстані 96 км на північний схід від Бухареста, 19 км на північний захід від Бузеу, 114 км на захід від Галаца, 90 км на південний схід від Брашова.

## Населення
За даними перепису населення 2002 року у селі проживали 116 осіб, усі — румуни. Усі жителі села рідною мовою назвали румунську.